# Cheonggu (métro de Séoul)
Cheonggu est une station de correspondance de la ligne 5 et la ligne 6 du métro de Séoul. Elle est située dans l'arrondissement de Jung-gu, à Séoul en Corée du Sud.